# Written By
Pour plus de détails, voir Fiche technique et Distribution.
Written By (再生號, Joi sang ho) est un film dramatique hongkongais co-écrit et réalisé par Wai Ka-fai et sorti en 2009.
Il raconte l'histoire d'un avocat (Lau Ching-wan) tué dans un accident de la route et qui ressucite comme personnage du roman de sa fille, où il se retrouve un mari en deuil qui a perdu sa famille et sa vue lors d'un accident de voiture, vivant dans une réalité alternative.
Il est projeté en avant-première au festival du film asiatique de New York (en) en juin 2009.

## Synopsis
Un avocat (Lau Ching-wan) est tué dans un accident de voiture juste avant de répondre à la question de sa fille (Kelly Lin) sur les fantômes, laissant derrière lui sa femme, sa fille et son fils. Pour se consoler, sa fille (aveugle après l'accident) écrit un roman où elle, sa mère et son frère sont morts dans un accident de voiture mais où son père (devenu aveugle) a survécu. À sa grande surprise, le personnage de son père dans son livre décide de lui-même qu'il a besoin d'écrire un roman pour se consoler et dans son roman il est mort mais sa femme et sa fille ont vécu, et ainsi de suite dans une boucle sans fin récursive, alors que les personnages blessés appliquent désespérément la fiction pour essayer d'atténuer les douleurs de leur chagrin.

## Fiche technique
- Titre original : 再生號
- Titre international : Written By
- Réalisation et production : Wai Ka-fai
- Scénario : Wai Ka-fai et Au Kin-yee
- Photographie : Wong Wing-hung
- Montage : Tina Baz
- Musique : Xavier Jamaux
- Sociétés de production : Creative Formula
- Sociétés de distribution : China Star Entertainment Group
- Pays d’origine :  Hong Kong
- Langue originale : cantonais
- Format : couleur
- Genres : drame
- Durée : 95 minutes
- Date de sortie :
  -  Hong Kong : 10 juillet 2009

## Distribution
- Lau Ching-wan : Tony
- Kelly Lin : Mandy
- Mia Yam : Melody
- Bonnie Wong : un médium
- Jo Kuk (en) : Meng Por

## Production
Pour se préparer à son rôle d'aveugle, Lau Ching-Wan a étudié l'écriture braille. Il plaisantait en disant que les yeux ouverts il ne comprenait pas un seul mot en braille, mais que quand il fermait les yeux pour les toucher, il pouvait les lire facilement. Même après le tournage, Lau se sent toujours attaché à son personnage et connaît souvent des sautes d'humeur.

## Sortie
Written By est projeté en avant-première au festival du film asiatique de New York (en) en juin 2009. Il sort dans les salles à Hong Kong le 10 juillet 2009. Le réalisateur Wai Ka-fai était à la première. Lau Ching-wan devait initialement apparaître au festival, mais a décidé de rester à Hong Kong en raison de la pandémie de grippe H1N1.

## Prix et nominations
16e cérémonie des Hong Kong Film Critics Society Awards
- Prix du meilleur scénario (Wai Ka-fai et Au Kin-yee)
- Film de mérite

4e cérémonie des Asian Film Awards
- Nommé au prix du meilleur scénariste (Wai Ka-fai et Au Kin-yee)

29e cérémonie des Hong Kong Film Awards
- Nommé au prix du meilleur scénario (Wai Ka-fai et Au Kin-yee)
- Nommé au prix des meilleurs effets visuels (Teddy Mak Tak-man, Ken Law Wai-ho et Mary Ng Sze-sze)